# ハイチの国章
ハイチの国章（ハイチのこくしょう）は1807年に初めて導入され、1986年から現在の形式となって表れた。
椰子の木と緑の芝生の上の大砲の前に位置する飾られた国旗が展示されている。芝生の上にはスネアドラム、ビューグル、ロング・ガン、船の錨のような様々な道具が見られる、椰子の木の上には赤いフリギア帽があり、自由の象徴として置かれている。芝生の上のドラムとリボンの間にある繋がりを断たれた二つの鎖のかけらは奴隷制の鎖を打ち破ったことを象徴していると思われる。
リボンにはハイチの国是たるL'Union Fait La Force (仏 "団結は力なり")とある。
最古のハイチのシンボルとして使われたものは1807年から知られている。シンボルは二つのカノン砲と椰子の木と共に幾つかの国旗を展示している。シンボルは共和国の独立のための戦いを示している。フランス語による国是は「団結による力」を意味する。シンボルは大統領のフォスタン・スルーク将軍が自身を皇帝フォスタン1世として戴冠した1849年まで使用された。同時に彼は2つのカノン砲と（フランス）帝国の鷲が展示された、新しい帝国章を認めた。2頭のライオンがサポーターとして使用され全体は紫のマントの上に置かれた。皇帝は1859年に国を追われ、その後は古いシンボルが復旧した。構成は以前と同じだが、色と幾つかの道具が別のものに変更されている。

デュバリエ政権時代には国旗と合わせ黒人を意味するとされる旗の青が黒に変えられていた。

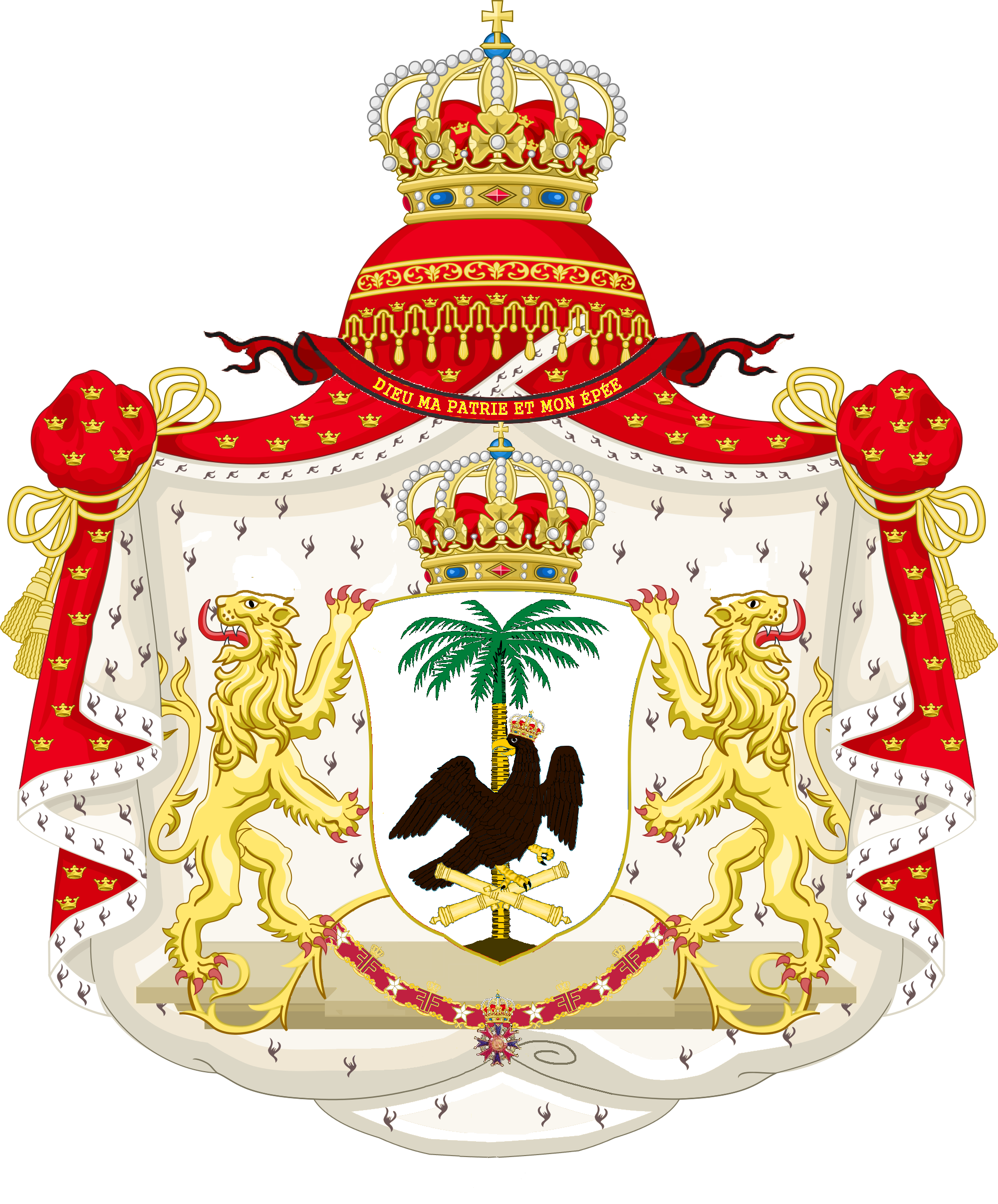
第二次ハイチ帝国の国章（1849年～1859年）
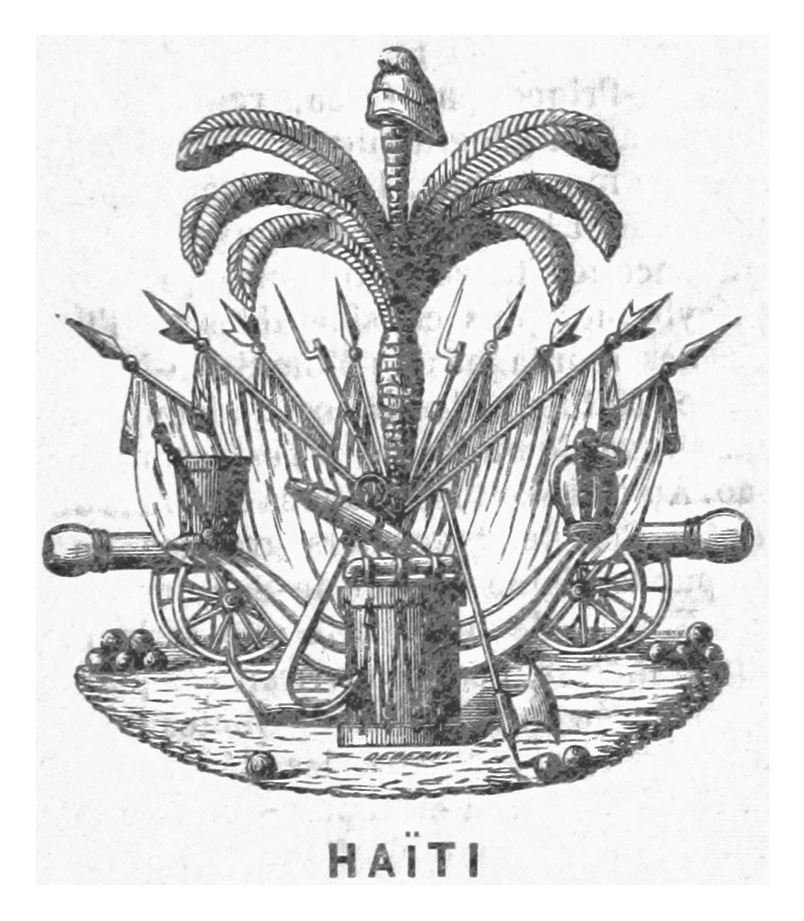
1859年～1964年の国章